# Geraldine Ferraro
Geraldine Anne Ferraro (Newburgh, 26 agosto 1935 – Boston, 26 marzo 2011) è stata una politica e avvocata statunitense, unica donna italoamericana candidata alla Vicepresidenza degli Stati Uniti.

## Biografia
Geraldine Ferraro nacque nello Stato di New York da una famiglia di origini italiane, proveniente da Marcianise (CE); la madre, Antonietta Corrieri, era sarta mentre il padre, Domenico "Dominick" Ferraro, era ristoratore. Dominick morì d'infarto nel 1944, costringendo così la moglie a trasferirsi in una zona povera del Bronx. Spinta dalla madre, Geraldine frequentò il Marymount Manhattan College grazie ad una borsa di studio e, dopo aver conseguito un baccalaureato ed essere ammessa alla locale honor society, sposò John Zaccaro, dal quale ebbe tre figli.
Geraldine cominciò a lavorare come maestra di scuola elementare nel Queens, ma non soddisfatta si iscrisse alla scuola di legge, pur continuando a lavorare. Nel marzo del 1961 divenne avvocato. Il primo incarico importante per la Ferraro arrivò nel 1974, quando fu nominata assistente del procuratore distrettuale della contea di Queens. All'epoca non era comune assegnare un tale incarico a una donna e ciò fece molto scalpore, accentuato dal fatto che Geraldine fosse stata nominata da suo cugino Nicholas.
La Ferraro dimostrò invece le sue capacità e fu promossa allo Special Victims Bureau, che si occupava di casi delicati come stupri, abuso di minori e violenza domestica. Fu messa a capo dell'unità nel 1977. Nel 1978 si candidò alla Camera dei rappresentanti, vinse le elezioni e mantenne l'incarico per altri due mandati, fino al gennaio 1985. Nel 1984 infatti Geraldine si era candidata per la vicepresidenza correndo insieme a Walter Mondale nelle presidenziali.
Le elezioni però finirono male per i due, poiché il Presidente uscente Ronald Reagan fu riconfermato per un secondo mandato, sebbene la popolarità della Ferraro fosse molto elevata. Nel 1992 si candidò al Senato, ma fu sconfitta per via di presunte connessioni con la mafia legate alle sue origini italiane. L'anno successivo fu nominata dal Presidente Clinton ambasciatrice presso la Commissione sui diritti umani all'ONU. La Ferraro lasciò la posizione nel 1996 e due anni dopo ritentò la corsa al Senato, fallendo per la seconda volta.
È stata fondatrice e membro onorario dell'Organizzazione nazionale delle donne italoamericane e nel 1994 è stata inserita nella National Women's Hall of Fame. Nel 2007 ha ricevuto un premio dall'Ordine Figli d'Italia in America. È scomparsa nel 2011 all'età di 75 anni, a seguito di un mieloma multiplo.

## Opere
Geraldine A. Ferraro. Changing History: Women, Power, and Politics, Wakefield, RI: Moyer Bell, 1993.